# Steen Thychosen
Steen Thychosen (Vejle, 22 settembre 1958) è un ex calciatore danese, di ruolo attaccante.

## Carriera
Fu capocannoniere del campionato danese nel 1984.

## Palmarès

### Giocatore

#### Club

##### Competizioni nazionali
- Campionato danese: 2

Vejle: 1978, 1984

##### Competizioni internazionali
- Coppa UEFA: 1

Borussia Mönchengladbach: 1978-1979

#### Individuale
- Capocannoniere del campionato danese: 1

1984 (24 reti)